# Всемирный центр бахаи
Всемирный центр Бахаи́ (ивр. המרכז הבהאי העולמי‎; араб. المركز البهائي العالمي‎; перс. مرکز جهانی بهائی‎) — место паломничества и административный центр для последователей веры Бахаи́. Расположен в городах Хайфа и Акко в Израиле. Известен своими садами, раскинутыми на горной гряде Кармель.
Основные объекты Всемирного центра бахаи, включая террасы и усыпальницу Баба, в июле 2008 года были внесены в Список всемирного наследия ЮНЕСКО.

## История

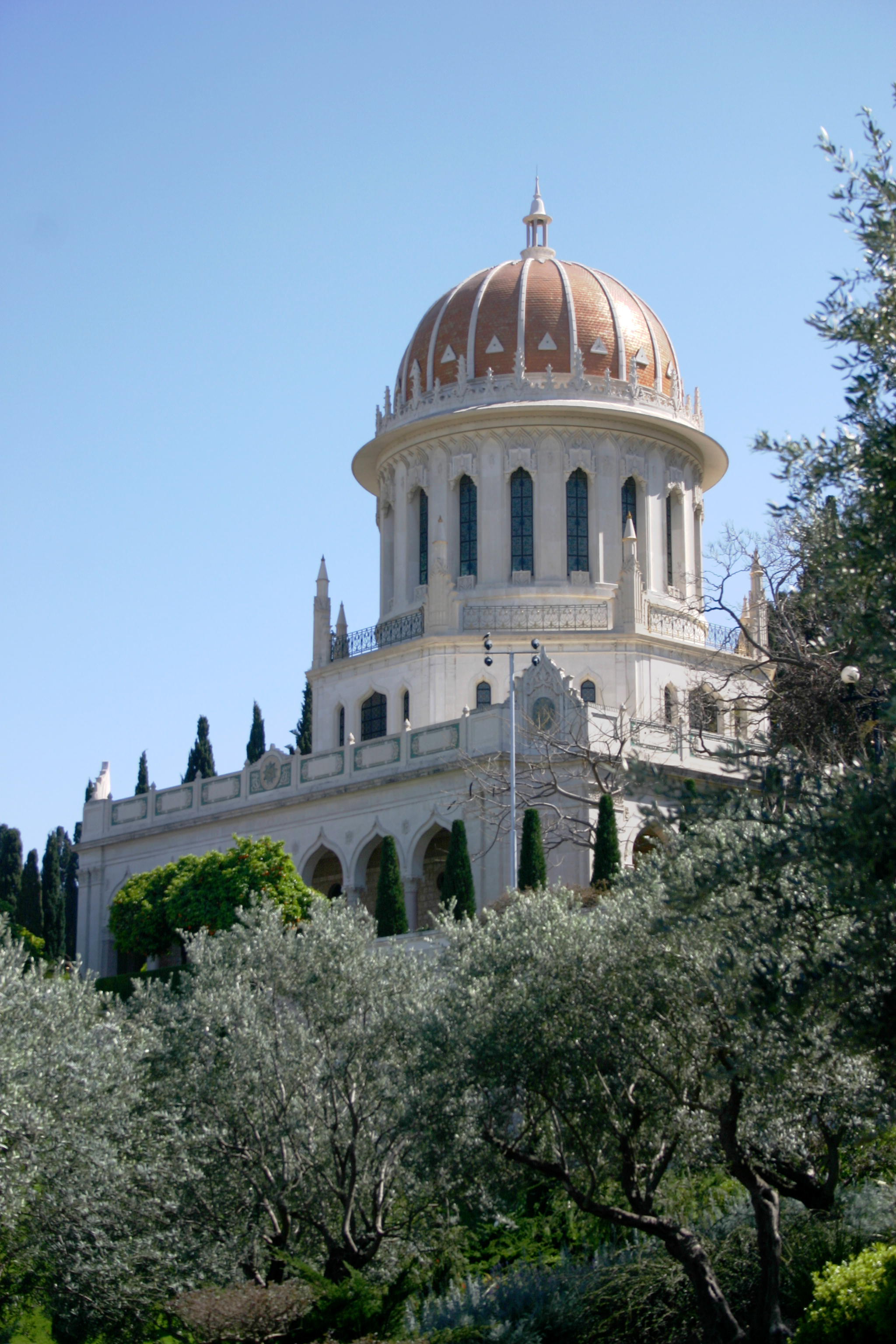
Усыпальница Баба

В 1868 г., по указу османского султана Абдул-Азиза I, в гавань у подножия горы Кармель прибыла небольшая группа заключённых. С этого момента и начался отсчёт общей судьбы новой религии и священного с незапамятных времён места. Первоначально ссыльные содержались в Акко, но постепенно условия заключения смягчились, отношения с местным населением наладились, и семьи верующих стали селиться в Хайфе и Акко и заниматься различными ремёслами. Семья Бахауллы, основателя веры, также получила возможность жить за чертой Акко, в местности с более благоприятным климатом, и бывать в Хайфе. Постоянно росло число паломников из Ирана, Египта, других стран.
После смерти Бахауллы в 1892 г., когда руководство делами веры перешло к его старшему сыну Абдул-Баха, центр Веры окончательно закрепил своё местоположение: усыпальница Бахауллы находится недалеко от Акко, что определяет особое значение этой точки земного шара для верующих бахаи.
В 1909 г., почти через 60 лет после смерти, останки Баба, которого считают посланником Бога и предтечей Бахауллы, были перезахоронены в мавзолее на склоне горы Кармель в Хайфе. Расположение усыпальницы Баба было выбрано ещё Бахауллой. В более позднее время над мавзолеем была возведена мраморная надстройка. Подготовка проекта была поручена канадскому архитектору Уильяму Максвеллу (William Sutherland Maxwell), который сумел совместить восточные традиции с западными пропорциями и стилем. Наконец, в 1953 г. все работы были завершены, и широкой публике открылась колоннада с золочённым куполом, которому суждено было стать визитной карточкой Садов бахаи, а потом и всей Хайфы.
21 апреля 1963 года в Хайфе, в доме, в котором когда-то жил Абдул-Баха, впервые был выбран высший управляющий орган религии бахаи — Всемирный дом справедливости. Позже для него было построено специальное здание неподалёку от усыпальницы Баба.
В 1987 г. Всемирный центр Бахаи принял решение окружить святилище террасными садами, которые служили бы в качестве пути, ведущего к одному из самых святых мест для паломников бахаи. Проектирование и строительство было поручено иранскому эмигранту Фариборзу Сахба. Торжественное открытие комплекса состоялось 22 мая 2001 г. в присутствии официальных лиц государства Израиль, мэрии г. Хайфа и других высокопоставленных гостей.
Девятнадцать террас, на которых располагается комплекс садов, образуют единую «лестницу». 

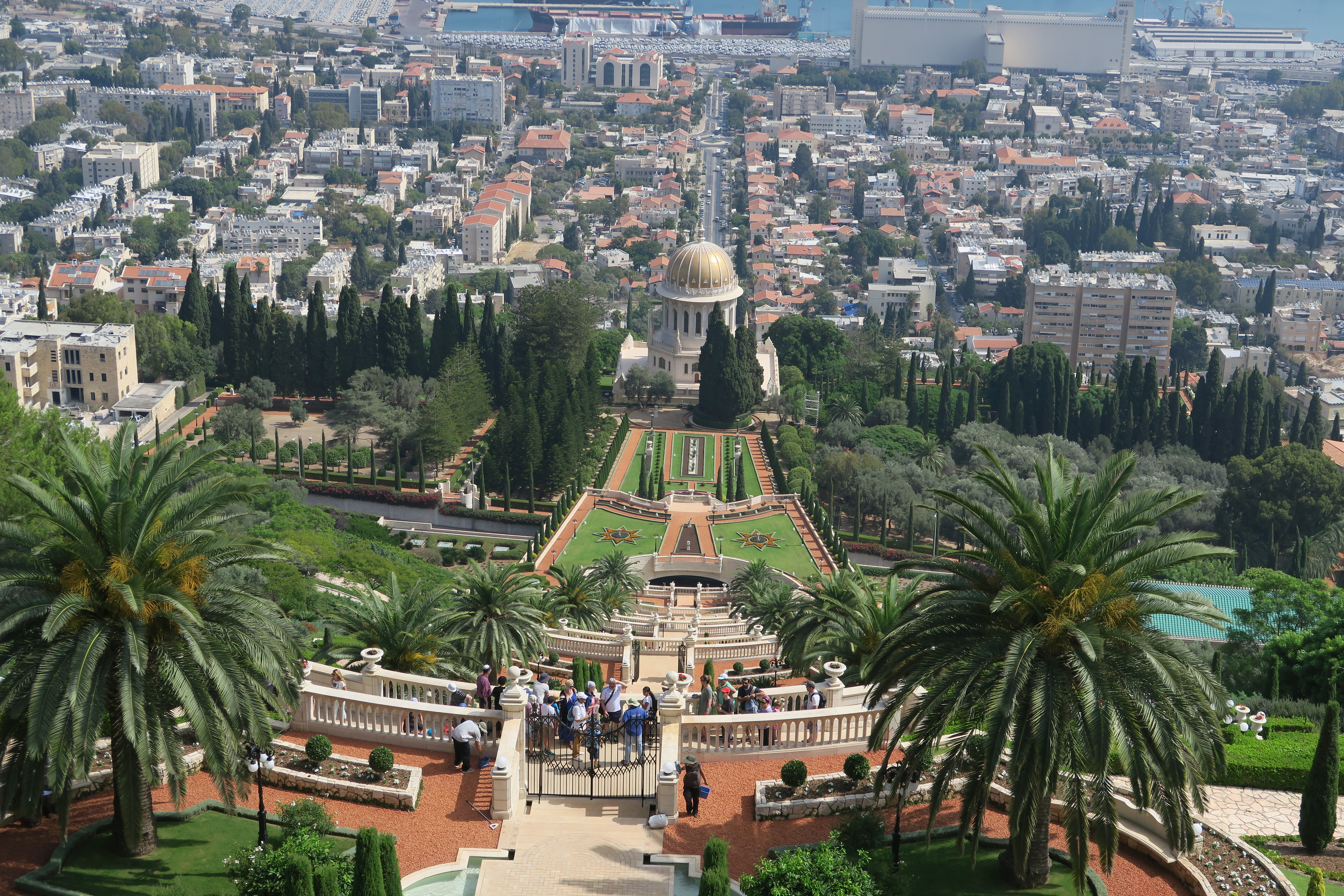
Бахайские сады, 2016

## Режим посещения для туристов
С 9:00 до 17:00 каждый день недели (включая Шаббат) для туристов доступны верхняя смотровая площадка, нижняя смотровая площадка. Во время дождливой погоды Сады закрываются для посещения.
Часть Садов, примыкающая к Усыпальнице Баба и само Святилище доступны с 9:00 до 12:00.
Во все дни недели кроме среды предлагаются бесплатные туры в сопровождении гида на одном из трёх языков — иврите, русском или английском. Сбор групп для туров — около верхнего входа в Сады. Расписание туров опубликовано на официальном сайте. При вероятности дождя — туры  не проводятся.
Сады закрыты в Святые дни Бахаи и Йом Кипур.

## Сады бахаи

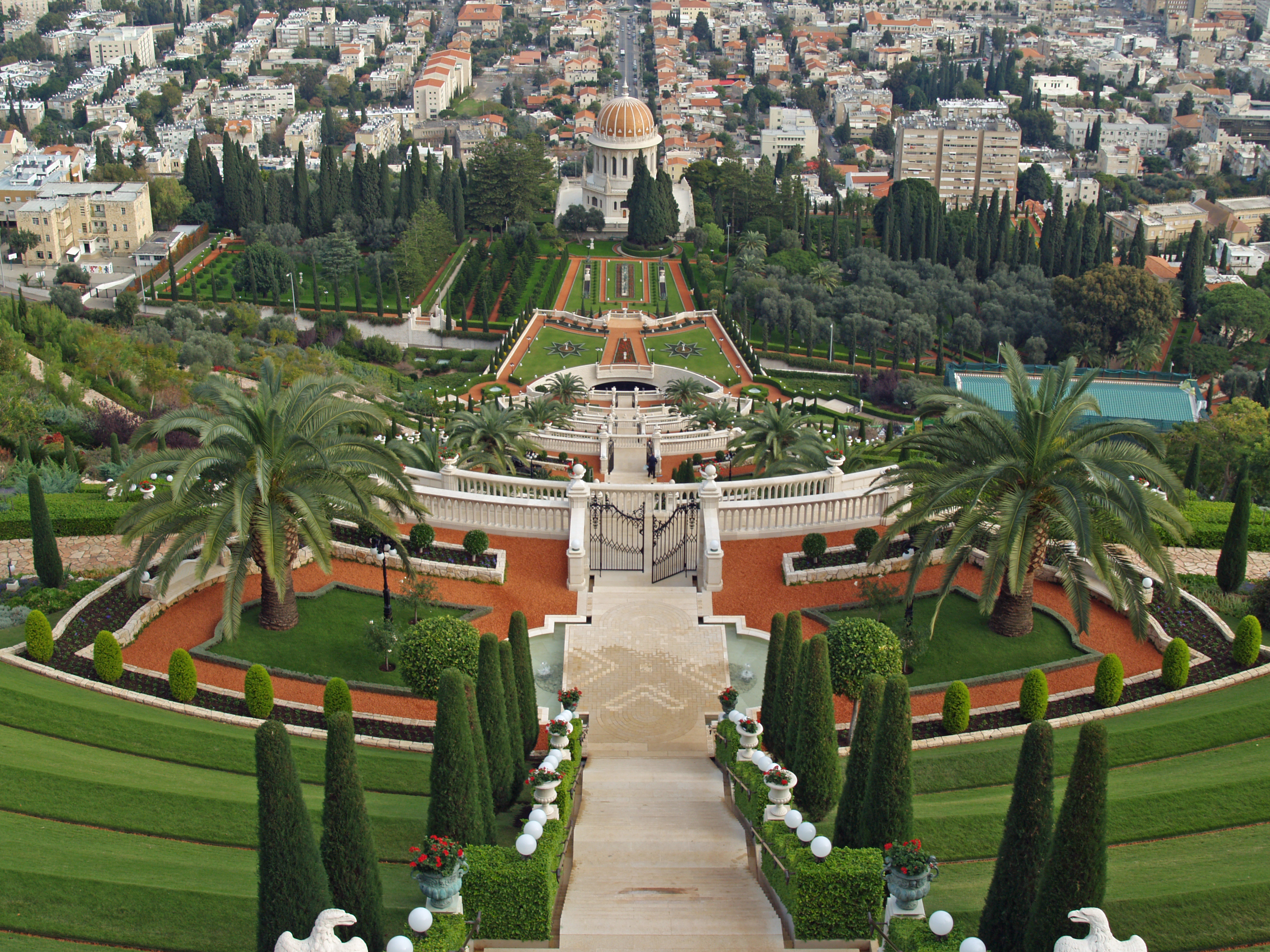
Сад на горе Кармель

Сады обслуживаются группой из 90 человек, большая часть из которых волонтёры из числа последователей религии. Остальные — опытные садовники.
Протяжённость террас сверху вниз около километра, ширина меняется от 60 до 400 м.
На строительство было потрачено 250 млн долларов США.

## Устройство
Все расходы Всемирного Центра покрываются из средств, добровольно пожертвованных исключительно последователями веры Бахаи. От других лиц пожертвования не принимаются.